# Léon Palustre
Louis Marie Léon Palustre de Montifaut, né le 4 février 1838 à Saivres et mort le 26 octobre 1894 à Saint-Symphorien, est un archéologue français.

## Biographie
Fils d'un capitaine d'infanterie, François Léon Palustre et de Marie Daguin, il nait le 4 février 1838 à Saivres où son père est en garnison.
Il fait ses études au collège des Jésuites de Poitiers où il obtient son baccalauréat. Ses voyages en Égypte et en Italie (1866) lui donne le goût de l'archéologie qu'il ne pratiquera jamais autrement qu'en cabinet. En 1862, il est reçu comme membre de la Société française d'archéologie pour la conservation des monuments.
Ne vivant que de ses rentes, il s'installe en Touraine où il devient membre correspondant de la Société archéologique de Touraine dès le 31 mars 1869 mais ce n'est qu'en 1870 qu'il s’intéresse vraiment à l'archéologie, publiant chaque mois dans le Bulletin monumental des études sur des thèmes variés sur la Touraine. Polémiste, il s'oppose aux destructions et s'avère très critiques envers les restaurations de type Viollet-le-Duc.
À la mort d'Auguste Pécard, il est nommé en juillet 1871 conservateur du musée, poste dont il démissionne en 1874 après avoir voulu vendre le musée à la ville de Tours puis en 1875, directeur de la Société française d'archéologie après la démission pour raison de santé en 1872 (suivi du décès l'année suivante), d'Arcisse de Caumont. Palustre gardera la fonction jusqu'en 1883 puis deviendra directeur honoraire tout en conservant la direction du Bulletin monumental. En 1883, il devient président de la Société archéologique de Touraine (1883-1889), président d'honneur (1889-1892) puis est réélu président en 1892 (1892-1894).
Léon Palustre est connu pour les nombreuses organisations de sorties archéologiques qu'il a organisées ainsi que les congrès où il a participé (1875-1877) puis organisés (à partir de 1878) : Toulouse (1875), Châlons-sur-Marne (1876), Autun (1876), Senlis (1877), Le Mans (1878), Arras (1880), Vienne (1881), Caen (1883), etc. Palustre prend part aussi à de nombreuses expositions ainsi qu'à la réalisation de leurs catalogues. Il est alors un des pionniers de l'utilisation de la photographie pour l'art et fixe ainsi de nombreux monuments aujourd’hui disparus, telle l'église Saint-Clément de Tours qu'il a photographiée en détails peu avant sa destruction en 1883.
Léon Palustre est l'oncle de Bernard Palustre (1870-1907), archiviste paléographe.
Il meurt le 26 octobre 1894 à Saint-Symphorien,.

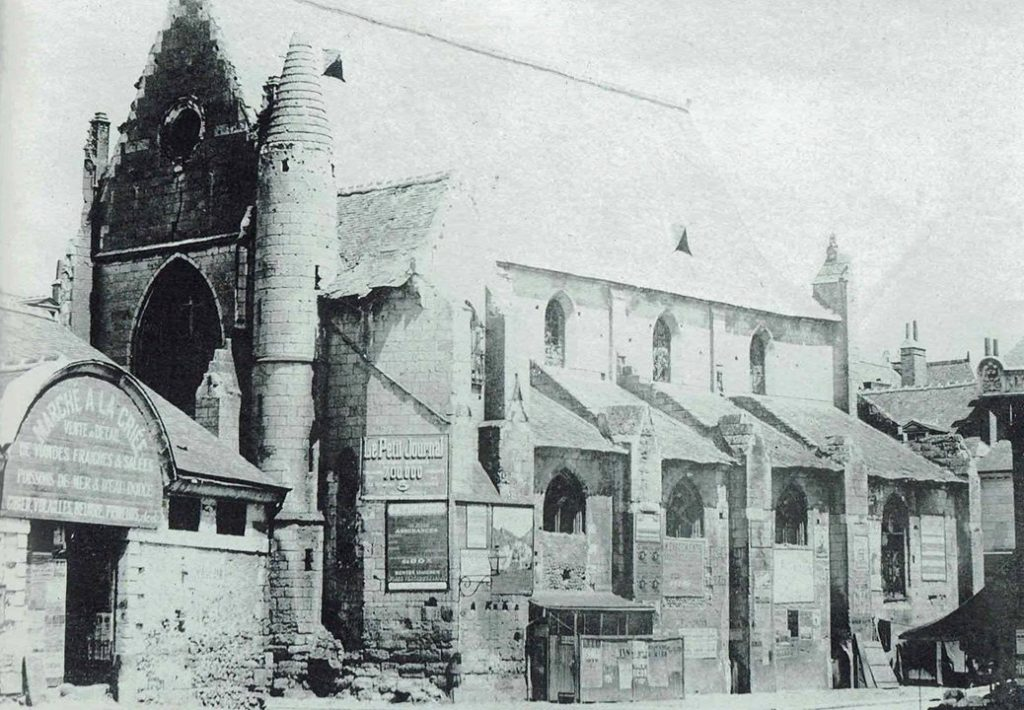
L'église Saint-Clément de Tours avant sa destruction
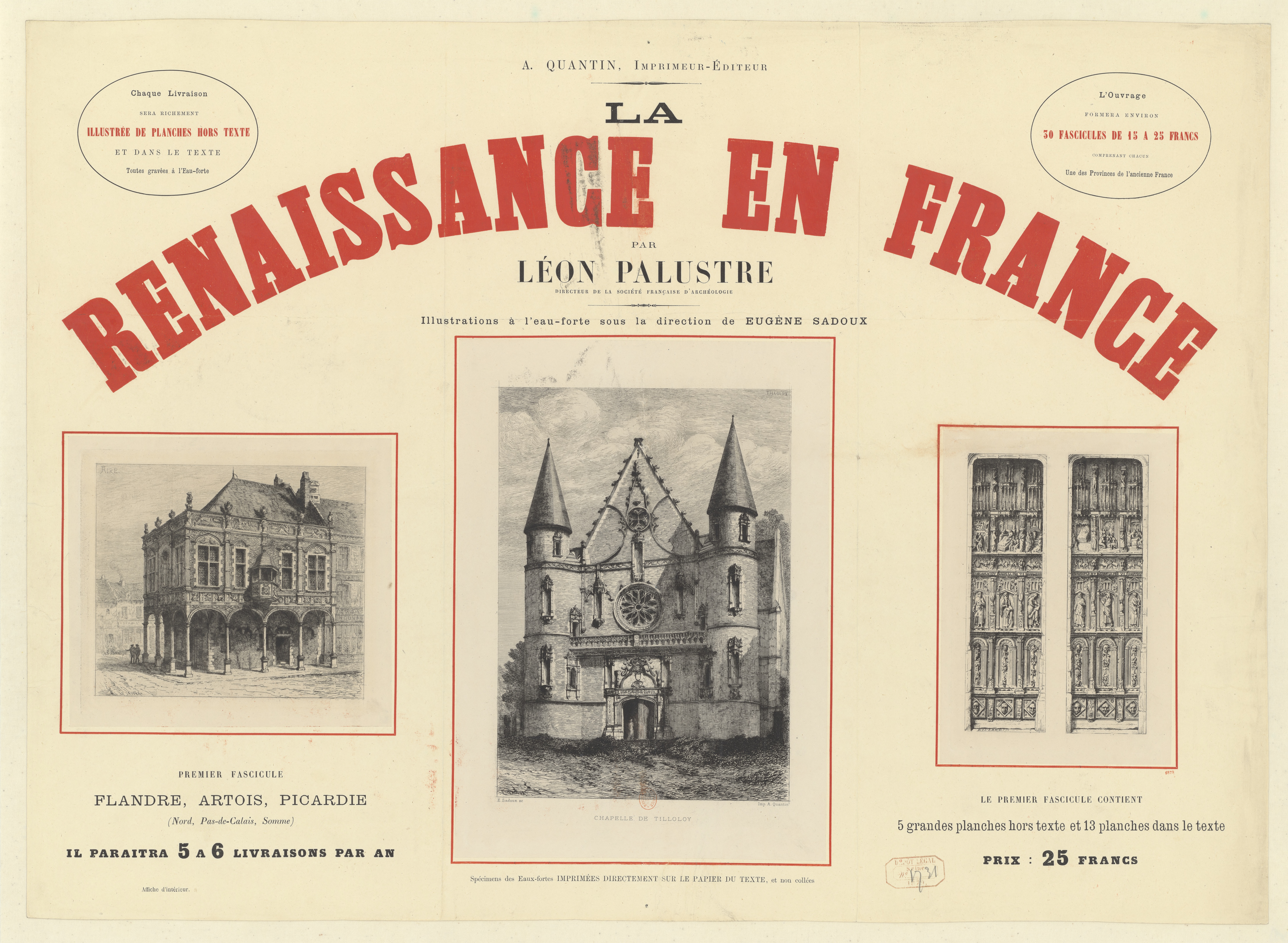
La Renaissance en France
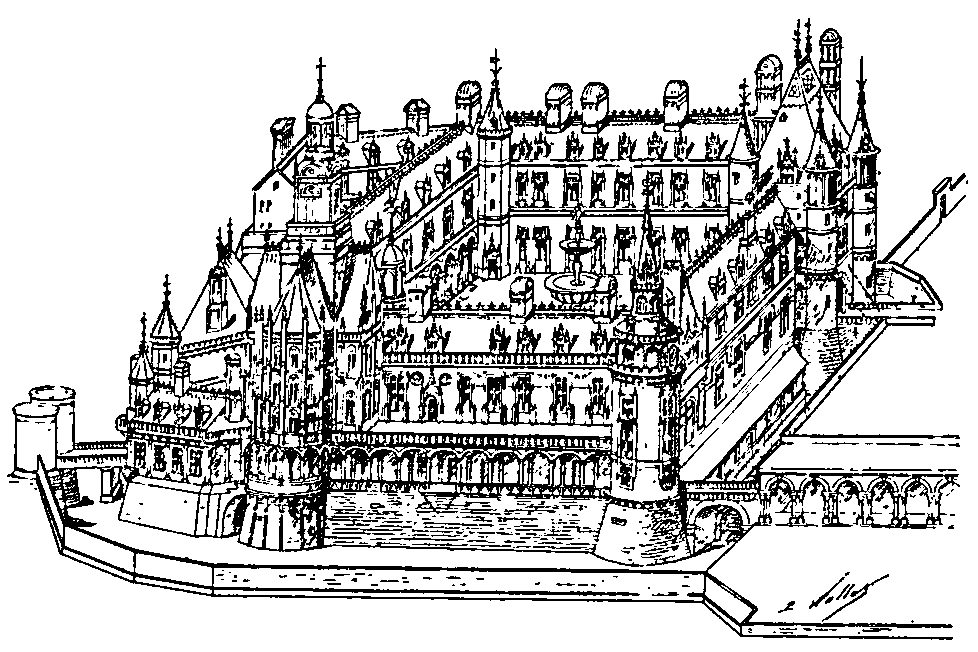
Figure 36 : le château de Gaillon

## Distinctions
- Il a reçu le prix Marcelin Guérin de l’Académie française en 1889 pour le livre La Renaissance en France.
- Chevalier de la Légion d'honneur par décret du 8 avril 1893[14] et décoré le 17 avril de la même année.

## Publications
- Léon Palustre, L'architecture de la Renaissance : Dessins et gravures sous la direction de Eugène Sadoux, vol. 1 : Flandre, Artois, Picardie, Île-de-France, Paris, A. Quantin - imprimeur-éditeur, 1879, 258 p. (lire en ligne)
- Léon Palustre, L'architecture de la Renaissance : Dessins et gravures sous la direction de Eugène Sadoux, vol. 2 : Île-de-France, Normandie, Paris, A. Quantin - imprimeur-éditeur, 1881, 347 p. (lire en ligne)
- Léon Palustre, La Renaissance en France, Paris, Ancienne maison Quantin, 1888,
- Léon Palustre, L'architecture de la Renaissance, Paris, Ancienne maison Quantin - Librairies-imprimeries réunies, coll. « Bibliothèque de l'enseignement des Beaux-Arts publiée sous la direction de M. Jules Comte », 1892, 352 p. (lire en ligne)

### Bulletin monumental
- Étude sur l'église Saint-Symphorien de Tours, 1873, 5e série, tome 1, p. 48-74 (lire en ligne)